# 1697
سنة 1697 كانت سنة بسيطة تبدأ يوم الثلاثاء (الرابط يظهر نموذج التقويم الكامل للسنة) من التقويم الميلادي، وسنة بسيطة تبدأ يوم الجمعة من التقويم اليولياني.

## مواليد
- جوفاني أنطونيو كانال: رسَّام إيطالي (1697-1768 م).
- محمد بن سعود بن محمد بن مقرن: إمام وحاكم سعودي ومؤسس الدولة السعودية الأولى.

## وفيات
- جون أوبري: مؤلف وعالم أثار إنجليزي (1626-1697م).